# Tuca Graça
Tuca Graça,  nome artístico de Saulo Demétrios Graça Muniz (São Paulo, 5 de novembro de 1985) é um ator e músico, filho do também ator e músico Saulo Laranjeira (A Praça é Nossa).

## Biografia
Nascido na cidade de São Paulo em 1985, ator, comediante, professor e músico. Tuca Graça começou a atuar no teatro com apenas 2 anos de idade. Aos 5, iniciou os estudos para se tornar um profissional das artes cênicas e da música. 
Começou a atuar em novelas com 9 anos, fazendo parte do elenco de Éramos Seis (SBT) em 1994, posteriormente participou de duas novelas na Rede Record, sendo elas Louca Paixão (1999) e Marcas da Paixão (2000). Na mesma época, Tuca também se dedicava as aulas particulares de piano, posteriormente se formando em piano popular pelo Conservatório Souza (São Paulo/SP). Através da música, Tuca teve a oportunidade de gravar e tocar com muitos artistas nacionais, como Rolando Boldrin, Geraldo Azevedo, Saulo Laranjeira, Elomar, Jota Quest, Fafá de Belém, Tato (Falamansa), Robson Nunes, Derico, entre outros. 
Em 2007, seguindo os passos do pai, o comediante consagrado Saulo Laranjeira, Tuca Graça entra para o elenco do humorístico A Praça É Nossa (SBT), tendo maior destaque com o personagem Batman, com o quadro “Batman e Robin” ao lado de Alexandre Frota. Tuca ainda faz parte do programa colecionando mais de 10 personagens ao longo de 17 anos.
A comédia Stand up começa a entrar na sua vida em 2009, quando participou do show “Humorfolia”, comandado pelo projeto PayPerRiu. Desde então Tuca vem se apresentando nos maiores Comedys do Brasil, entre eles Clube do Minhoca, Hillarius, Clube de Comédia Barbixas, além de participar dos festivais Risadaria, Risorama e Comedy Con. 
Em 2018, ao lado de André Pateta e Rick Minervino, Tuca cria o grupo de comédia musical Confraria Comedy, que hoje é sucesso em todo Brasil através de seu espetáculo inovador e interativo.
Atualmente Tuca também é guitarrista e vocalista da Banda que Nunca se Viu, ao lado de artistas criativos como Patrick Maia, Rick Minervino, Zeca Urubu e Daniel Pax. A banda conseguiu trazer grandes clássicos da música mundial para o projeto único deles, numa roupagem totalmente nova que vem agradando muito o público.
Tuca Graça tem uma filha e reside atualmente na cidade de São Paulo/SP.

## Filmografia

### Televisão
| Ano  | Título           | Papel                     | Emissora |
| ---- | ---------------- | ------------------------- | -------- |
| 1994 | Éramos Seis      | Tavinho                   | SBT      |
| 1999 | Louca Paixão     | Ricardo de Holanda (Rico) | RecordTV |
| 2000 | Marcas da Paixão | Francisco Dumas (Quinho)  | RecordTV |
| 2001 | A Praça É Nossa  | Vários personagens        | SBT      |